# Zanna javanensis
Zanna javanensis är en insektsart som beskrevs av William Lucas Distant 1883. Zanna javanensis ingår i släktet Zanna och familjen lyktstritar. Inga underarter finns listade i Catalogue of Life.